# 浜松市立曳馬小学校
浜松市立曳馬小学校（はままつしりつ ひくましょうがっこう）は、静岡県浜松市中央区曳馬一丁目にある公立小学校。

## 沿革
- 1874年（明治7年） - 「公立早出学校 八幡分校」として創立[1]。
- 1875年（明治8年） - 八幡分校が独立し、八幡校となる[1]。
- 1889年（明治22年） - 曳馬下村となり、「村立曳馬尋常小学校 八幡分校」と改称[1]。
- 1893年（明治26年） - 「曳馬上尋常小学校」「曳馬下尋常小学校」へ組織転換[1]。
- 1897年（明治30年） - 「曳馬高等小学校」を現在地に創立[1]。
- 1908年（明治41年） - 3校を合併し、「曳馬尋常高等小学校」となる[1]。
- 1935年（昭和10年） - 西分教場が独立し、「曳馬西尋常小学校」となる（現・萩丘小）[1]。
- 1936年（昭和11年） - 浜松市へ合併[1]。
- 1941年（昭和16年） - 「曳馬国民学校」と改称、北分教場が独立し「上島国民学校」となる（現・上島小）[1]。
- 1947年（昭和22年） - 「浜松市立曳馬小学校」と改称[1]。
- 1982年（昭和57年） - 創立110周年記念集会を実施[1]。
- 1994年（平成6年） - 創立120周年及びプール落成記念式典[1]。
- 2004年（平成16年） - 創立130周年記念式典[1]。

## 進学先中学校
- 浜松市立曳馬中学校

## 関連事項
- 静岡県小学校一覧